# Archives départementales du Morbihan
Les archives départementales du Morbihan sont un service du conseil départemental du Morbihan situé rue des Vénètes dans le quartier de Kercado à Vannes en France. Créées en 1796, elles conservent fin 2013 28 km linéaires de documents d'archives.

## Historique des archives du département
Initialement situées dans l'ancien évêché, appelé palais de la Motte, les archives occupent un grenier sans être classées jusqu'à l'arrivée de Louis-Théophile Rosenzweig en 1855. Les archives déménagent alors, en 1866 dans l'aile gauche de la préfecture nouvellement construite.
En 1911 débute la construction d'un nouveau bâtiment rue Alain Legrand qui ne sera terminé qu'en 1921 à la suite de la Première Guerre mondiale. Un nouveau bâtiment est construit et livré en 1970, avenue Saint-Symphorien. Puis, l'immeuble actuel est construit et livré en 1993.

## Directeurs
- 1849 : M. Morand[4]
- 1855-1884 : Louis Rosenzweig[5]
- 1884-1910 : Charles Estienne[6]
- 1910-1928 : Jules de La Martinière[7]
- 1928-1930 : Gustave Duhem[8]
- 1930-1966 : Pierre Thomas-Lacroix[9]
- 1967-1979 : Françoise Mosser[10]
- 1979-1988 : Jean Gourhand[11]
- 1989-1990 : Armelle Sentilhes[12]
- 1990-1995 : Vivienne Miguet[13]
- 1996-2000 : Solange Bidou[14]
- 2001-2011 : Madeline Hautefeuille[15]
- 2011-2023 : Florent Lenègre
- Depuis 2024 : Marion Humbert

## Principaux fonds
Voici la description des principaux fonds disponibles.
Archives anciennes avant 1790 :
- A. Actes du pouvoir souverain et domaine public
- B. Cours et juridictions
- C. Administrations provinciales
- D. Instruction publique, sciences et arts
- E. Féodalité, communes, bourgeoisie, familles
- G. Clergé séculier
- H. Clergé régulier

Archives révolutionnaires : L. Administrations et tribunaux révolutionnaires
Archives modernes après 1800 :
- K. Lois, ordonnances, arrêtés
- M. Administration générale et économie
- N. Administration et comptabilité départementales
- O. Administration et comptabilité communales
- P. Finances, cadastre, postes
- Q. Domaine, enregistrement, hypothèques
- R. Affaire militaires, organismes de temps de guerre
- S. Travaux publics et transports
- T. Enseignement général, affaires culturelles, sports
- U. Justice
- V. Cultes
- X. Assistance et prévoyance sociale
- Y. Établissements pénitentiaires
- Z. Sous-préfectures

Archives contemporaines (après 1940) : série W

## Fonds numérisés ou microfilmés
Voici la description des fonds numérisés disponibles :
- Ensemble des registres paroissiaux et d’état civil depuis le XVIe siècle des communes du Morbihan ce qui représente plus de quatre millions de pages.
- Répertoire et registres matricules des classes 1867 à 1921.
- Liste de recensements de population jusqu'en 1906 pour les communes de A à M
- Plans cadastraux napoléoniens des communes du Morbihan (an XI-1901) avec 6 240 plans.
- Presse morbihannaise ancienne
- Collections de photographies anciennes

## Pour approfondir